# Bratač
Bratač är ett samhälle i Bosnien och Hercegovina.   Det ligger i entiteten Republika Srpska, i den södra delen av landet, 70 km söder om huvudstaden Sarajevo. Bratač ligger 891 meter över havet och antalet invånare är 250.
Terrängen runt Bratač är kuperad österut, men västerut är den platt.Närmaste större samhälle är Nevesinje, 9,0 km väster om Bratač. 
Trakten runt Bratač består till största delen av jordbruksmark. Runt Bratač är det ganska tätbefolkat, med 67 invånare per kvadratkilometer.